# JACC: Cardiovascular Imaging
JACC: Cardiovascular Imaging, abgekürzt JACC-Cardiovasc. Imag., ist eine wissenschaftliche Fachzeitschrift, die vom Elsevier-Verlag im Auftrag des American College of Cardiology veröffentlicht wird. Die Zeitschrift erscheint derzeit zwölfmal im Jahr. Es werden Arbeiten veröffentlicht, die sich mit Fragen der kardiologischen Bildgebung beschäftigen.
Der Impact Factor lag im Jahr 2014 bei 7,188. Nach der Statistik des ISI Web of Knowledge wird das Journal mit diesem Impact Factor in der Kategorie Herzkreislaufsystem an achter Stelle von 123 Zeitschriften und in der Kategorie Radiologie, Nuklearmedizin und medizinische Bildgebung an erster Stelle von 125 Zeitschriften geführt.